# Derrima henrietta
Derrima henrietta är en fjärilsart som beskrevs av Augustus Radcliffe Grote 1864. Derrima henrietta ingår i släktet Derrima och familjen nattflyn. Inga underarter finns listade i Catalogue of Life.